# Скривани, Энди
Э́ндрю Фрэ́нсис Скрива́ни (англ. Andrew Francis Scrivani; 28 марта 1917, Чикаго — 1 июня 2015, Лайонс) — американский боксёр лёгкой и первой полусредней весовых категорий, выступал за сборную США в середине 1930-х годов. Участник летних Олимпийских игр в Берлине, многократный победитель турниров «Золотые перчатки». В период 1936—1941 годов боксировал также на профессиональном уровне. Ветеран Второй мировой войны.

## Биография
Энди Скривани родился 28 марта 1917 года в Чикаго, штат Иллинойс. Активно заниматься боксом начал с раннего детства, проходил подготовку под руководством тренера Паки Макфарланда в местном боксёрском зале Chicago CYO.
Первого серьёзного успеха в боксе добился в 1935 году, когда в полулёгком весе одержал победу на чикагском и междугородном турнирах «Золотые перчатки». Год спустя, поднявшись в лёгкую весовую категорию, вновь был лучшим на междугородних «Золотых перчатках» и благодаря череде удачных выступлений удостоился права защищать честь страны на летних Олимпийских играх 1936 года в Берлине. Выиграл здесь первые два матча, однако во втором матче, против бельгийца Симона Девинтера, получил сильные рассечения на бровях. Из-за полученных рассечений в четвертьфинальном бою против шведа Эрика Огрена боксировал скованно и проиграл по очкам. Швед в итоге стал бронзовым олимпийским призёром.
Вскоре после Олимпиады в ноябре 1936 года Скриани дебютировал на профессиональном ринге, своего первого соперника Пита Поулса победил по очкам в шести раундах. Довольно долго не знал поражений, одержал девять побед подряд, однако затем в его послужном списке стали появляться проигрыши и ничьи. Начиная с 1937 года боксировал преимущественно в Лос-Анджелесе, взял верх над несколькими именитыми соперниками, находился в десятке лучших легковесов страны, но в титульных поединках ни разу участия не принимал. Завершил карьеру профессионального боксёра в 1941 году, проиграв техническим нокаутом соотечественнику Пити Скальцо. Всего на профессиональном уровне провёл 31 бой, из них 18 окончил победой (в том числе 11 досрочно), 9 поражением (3 досрочно), в четырёх случаях была зафиксирована ничья.
Во время Второй мировой войны служил в армии США, участвовал в боевых действиях на территории Германии. За проявленный героизм во время спасения раненого сослуживца удостоен «Бронзовой звезды». Сражаясь на передовой, получил ранение в ногу, по итогам этого сражения награждён медалью «Пурпурное сердце». Окончание войны застало его в госпитале.
Вернувшись из Германии, Энди Скривани вместе с семьёй поселился в Майами, где работал тренером по боксу в одном из местных залов. Позже переехал к сыну в Джун-Лейк в Калифорнию, некоторое время тренировал бойцов в боксёрском клубе в Лас-Вегасе, а последние годы провёл в штате Нью-Джерси. Умер 1 июня 2015 года в городке Лайонс, похоронен на мемориальном кладбище ветеранов в Арнитауне.